# Compañía Madrileña Urbanizadora

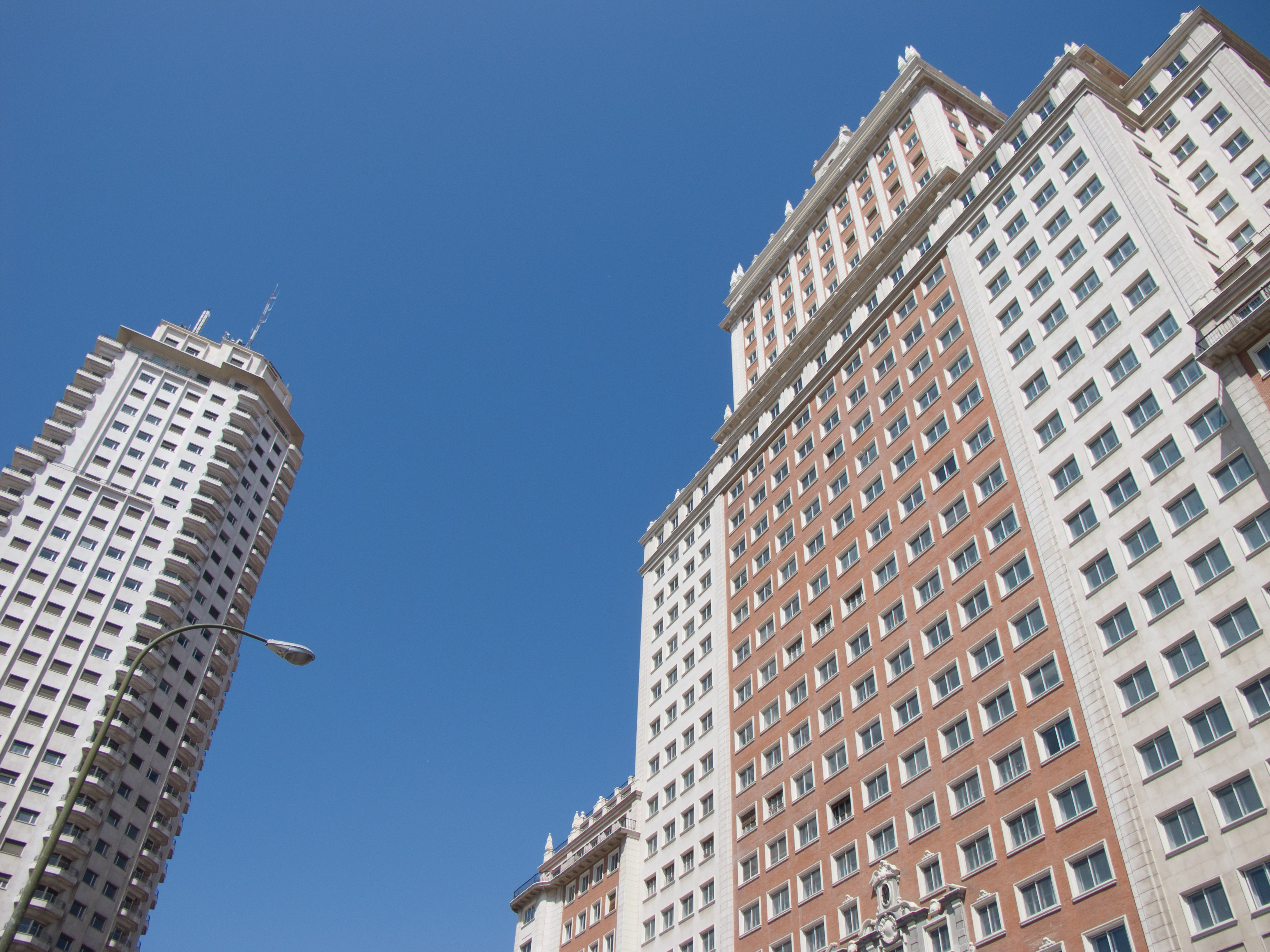
Se pueden ver dos edificios fruto de la contratación de esta compañía, a la izquierda la Torre de Madrid y a la derecha el Edificio España.

La Compañía Madrileña Urbanizadora fue una empresa urbanística que operó en Madrid a mitad del siglo XX. La empresa fue diseñada y creada por los hermanos Otamendi. Joaquín Otamendi (en colaboración con Casto Fernández-Shaw) realiza una extensa labor para la compañía edificando las avenidas que confluyen en la glorieta de Cuatro Caminos (una de ellas es la avenida Reina Victoria donde cabe destacar el proyecto y construcción de los Edificios Titanic (n.º 2, 4 y 6) que fueron construidos en el periodo 1919 hasta 1921.